# Reinhardtswalde (Wüstung)

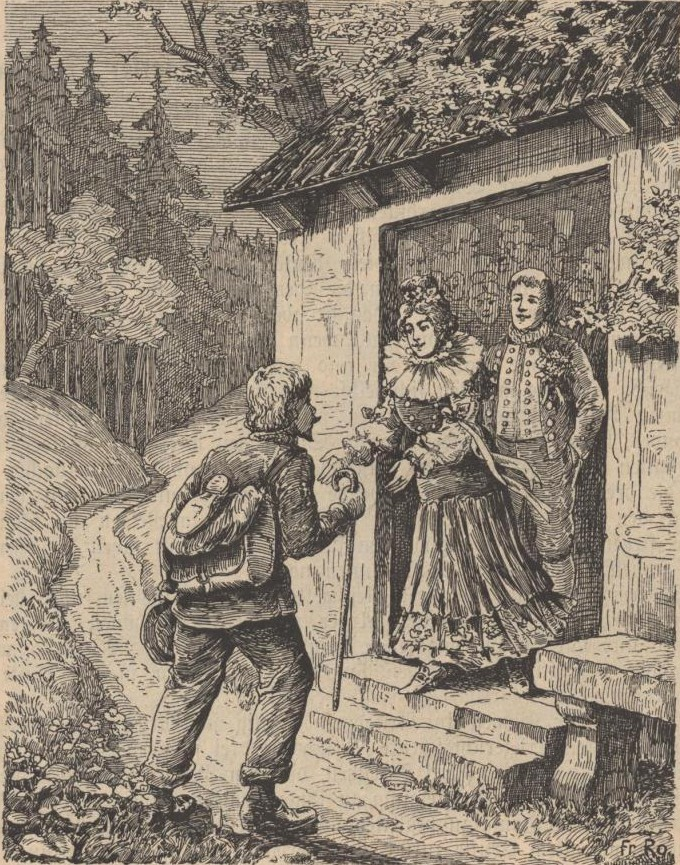
Das alte Wirtshaus im wüsten Dorf Reinhardswalde

Reinhardtswalde ist eine Wüstung auf dem Gebiet der Gemeinde Arnsdorf im Landkreis Bautzen, Sachsen.

## Lage

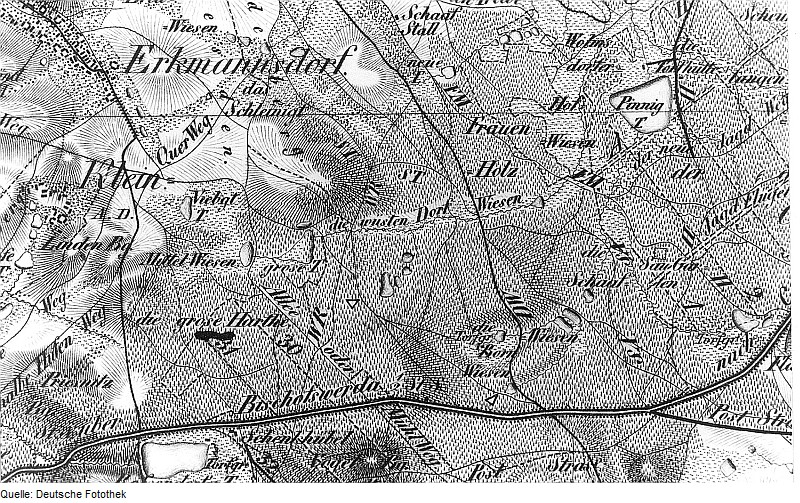
„Die wüsten Dorf-Wiesen“ zeugen noch im 19. Jahrhundert von der früheren Dorfstelle.

Die Wüstung Reinhardtswalde befindet sich im Südwesten der Gemeinde Arnsdorf und somit im äußersten Südwesten des Landkreises Bautzen. Wenige 100 Meter westlich der alten Dorfstelle treffen die kommunalen Außengrenzen von Arnsdorf, Radeberg und Dresden an einem Punkt aufeinander. Der Ort der Wüstung ist bewaldet und liegt am nordwestlichen Rand des Karswaldes in der Aue eines linken Nebenbachs der Schwarzen Röder. Umliegende, noch bestehende Siedlungen sind der Arnsdorfer Ortsteil Kleinwolmsdorf im Norden, der Radeberger Ortsteil Großerkmannsdorf im Nordwesten mit Kleinerkmannsdorf im Westen sowie der Dresdner Ortsteil Rossendorf im Südwesten.

## Geschichte

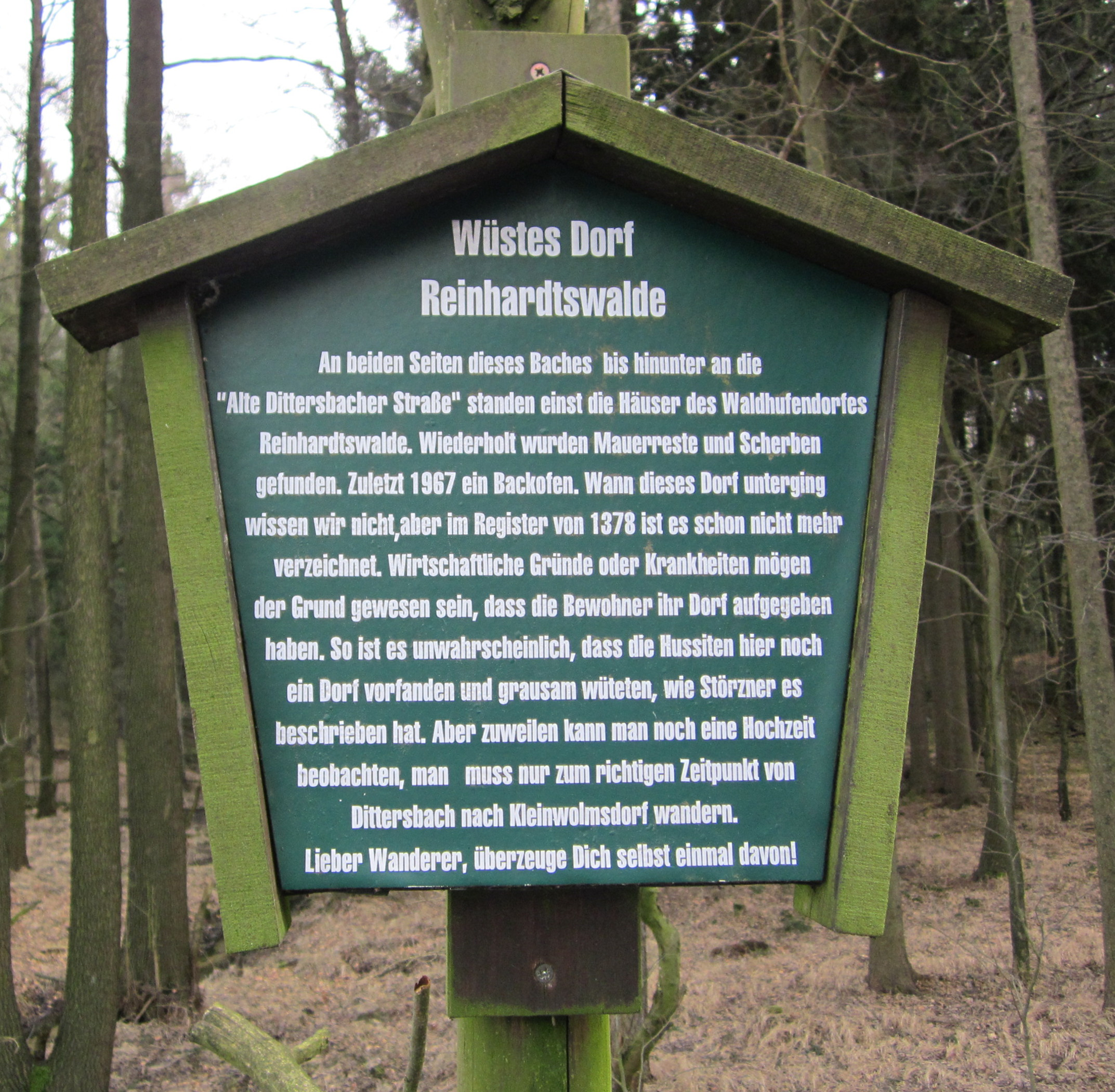
Moderne Informationstafel

Im Mittelalter war der Raum zwischen den heutigen Städten Dresden und Bischofswerda vom Grenzwald zwischen den sorbischen Gauen Nisan und Milska bedeckt, aus denen sich die Mark Meißen und die Oberlausitz entwickelten. Zu diesem Wald gehörte neben Dresdner Heide, Friedewald, Harthe, Landwehr, Massenei, Niederforst, Laußnitzer und Königsbrücker Heide auch der Karswald. Im Rahmen der deutschen Ostsiedlung entstanden in diesem Gebiet Rodungssiedlungen. Dem Namen nach wurde Reinhardtswalde von einem deutschen Lokator namens Reinhardt in einem Wald gegründet. Das Waldhufendorf, dessen Gründung auf das 13. Jahrhundert datiert wird, hatte Schätzungen zufolge eine etwa 300 bis 400 Hektar große Flur. Im Jahr 1435 findet der Ort „Reinherswalde“ seine erstmalige Erwähnung in den Urkunden, der 1517 „uffm Renertzwalder“ genannt wurde. Im Jahr 1551 heißt das Dorf „Reinhartswalde“; als „Wüstes Dorf“ taucht es unter anderem 1819 auf.

## Ursachen der Wüstung
Reinhardtswalde wurde Gegenstand mehrerer Sagen. Das Dorf wurde von den Bewohnern nachweislich zwischen 1435 und 1445 verlassen und fiel wüst. Seine Flur wurde dem Amt Radeberg angegliedert. Die auf Sagen basierende Annahme, dass das Dorf im Zuge der Hussitenkriege vollständig zerstört wurde, ist nicht nachweisbar. Ebenso, dass die Bewohner als wohlhabend galten und so den Ort zu einem bevorzugten Ziel für Plünderungen der Hussiten machten entspricht nicht den Tatsachen. Vielmehr ist das Auflassen des Dorfes ein Ergebnis des Zusammenwirkens verschiedener Faktoren, wie im ausgehenden Mittelalter allgemein ein Rückgang der Bevölkerung aufgrund hoher Sterblichkeit, Hungersnöte und Seuchen, sowie im geringeren Maße Kriege und Fehden. An der alten Dorfstelle befindet sich heute eine Hinweistafel über die Wüstung.

## Kirchliche Verwaltungszugehörigkeit
Eine kleine Erhebung heißt Kirchberg, möglicherweise stand dort eine Filialkirche der Pfarre Kleinwolmsdorf. Nach der Überlieferung soll hier die Dorfkirche gestanden haben. Diese Vermutung muss aber als sehr problematisch angesehen werden, da bei den dortigen Ausgrabungen keinerlei Siedlungsspuren und kaum Scherben gefunden wurden. Möglicherweise handelt es sich um ehemaligen Kirchenbesitz, vielleicht der Kirche zu Kleinwolmsdorf, an die das Grundstück bei der Verteilung des später aufgelassenen Dorfes fiel.

## Ergebnisse der Grabungen 1964/1967
In den 1960er Jahren fanden umfangreiche Ausgrabungen in der Wüstung statt, bei denen zahlreiche mittelalterliche Zeugnisse zu Tage traten.

### Gemeinschaftliche Backöfen
Archäologen legten vier große gemeinschaftliche Backöfen frei. Sie bestanden aus Steinen, hatten kuppelförmige Lehmdächer und dienten den Dorfbewohnern als Gemeinschaftseinrichtung.

### Überreste von Wohngebäuden
Mehrere Siedlungsstellen konnten nur noch indirekt durch große Mengen rotgebrannten Lehmes mit glatten Flächen und einer Vielzahl von Scherbenfunden sowie Überresten von kleinen Privatbacköfen nachgewiesen werden. Es handelte sich offenbar um Häuser aus Fachwerk, Stampflehm oder Blockbau.

### Mühlendamm
Feststellbar sind im Gelände auch heute noch der ein bis zu drei Meter hohe Mühldamm, der aus Lehm- und Feldsteinen errichtet wurde und mehrere kleinere Dämme, die das Wasser eines Baches stauten. Sämtliche Dämme gestatteten es, größere Wassermengen zu speichern und Teiche bis über einen Hektar Fläche aufzustauen. Wahrscheinlich handelt es sich um ehemalige, zum Zwecke der Fischzucht künstlich angelegte Seen, wie sie im Südteil des Karswaldes anzutreffen sind.

### Keramik
Die Masse der Reinhardtswalder Keramik ist in das 14. und in den Anfang des 15. Jahrhunderts zu datieren und zeigt einen weitgehend einheitlichen Charakter aus heller, oxidierend gebrannter Keramik, wobei als Gefäßform der schlichte Topf zu dominieren scheint. Scherbenfunde sprechen zudem für eine Besiedlung des Gebiets bis zur Völkerwanderungszeit.

### Metallfunde
Es wurden eine Reihe von damals gebräuchlichen Eisengegenständen bzw. deren Reste wie z. B. Messer, Sicheln, Beschlagreste und Reste von eisernen Nägeln geborgen. Ein Gebissstangenrest einer Pferdetrense konnte auf ca. 1400 datiert werden.

### Dorfstraße
Das Dorf besaß eine Dorfstraße aus faust- bis kopfgroßen Steinen und diente zur Sicherung gegen die versumpfende Bachniederung. Über Hohlwege war Reinhardtswalde mit umliegenden Orten und dem Bischofsweg verbunden.